# Ratolí llistat de Leathem
El ratolí llistat de Leathem (Sicista leathemi) és una espècie de rosegador de la família dels esmíntids. Viu al Caixmir (Índia i Pakistan) i el Tibet (Xina). El seu hàbitat natural són els matollars alpins i subalpins de l'Himàlaia. Té la cua marró amb un patró bicolor. Té una llargada de cap a gropa de 63-80 mm i la cua de 104-117 mm. En el passat fou considerat una subespècie de S. concolor, del qual fou separat pel seu aïllament geogràfic i les seves diferències genètiques. Fou anomenat en honor del militar britànic G. H. Leathem, que en descobrí l'holotip.